# Opéra-Studio de Genève
L'Opéra-Studio de Genève est un orchestre symphonique de Genève.

## Organisation et buts
L'Opéra-Studio est une association à but non lucratif géré par un conseil de direction et un bureau exécutif composés de bénévoles. Ses buts sont :
- porter l'art lyrique en dehors des scènes traditionnelles, sur les places de village, dans les églises, châteaux, bateaux, musées, avec une variété de formules et de styles qui permettent de serrer au plus près l'ambiance propre à chaque spectacle.[...];
- favoriser l'accès à la scène professionnelle pour les jeunes talents, chanteurs, instrumentistes, danseurs, régisseurs et techniciens;
- donner principalement des créations ou des premières auditions, avec une mise en scène permettant une compréhension aisée de la langue originale[1].

L'association est financièrement soutenue par plusieurs sociétaire institutionnels ou privés, tels que la ville et le canton de Genève, le CERN, la Loterie Romande ou la Fédération des Coopératives Migros.

## Historique
L'association est fondée en 1982 par Jean-Marie Curti. De 1996 à 2005, la troupe est en résidence dans la commune de Vernier. Pendant cette période, plusieurs pièces sont montées et présentées soit au Grand Théâtre de Genève, soit en tournée dans différentes villes de Suisse et de France, tels que le Barbier de Séville.

## Biographie
- L'Opéra-Studio de Genève fête son dixième anniversaire, 1983-1993, Genève, 74 p.